# Cesta com Cerejas, Queijos e Barros
Cesta com Cerejas, Queijos e Barros é um óleo sobre tela da autoria de pintora Josefa de Óbidos. Pintado entre 1670 e 1680 e mede 50 centímetros de altura e 110 centímetros de largura.
A pintura pertence a uma colecção particular.